# Hornmuräne
Die Hornmuräne (Muraena melanotis) ist eine Art der Muränen (Muraenidae), die hauptsächlich in tropischen Bereichen des Ost- (Kap Verde, Mauretanien bis Namibia) und Westatlantiks vorkommt.

## Merkmale
Die bis meist etwa 80, maximal 140 Zentimeter langen Tiere weisen auf Kopf, Rücken und Flanken auf einer braun-violetten Grundfärbung zahlreiche hellgelbe Flecken auf, die an Kopf und Vorderkörper kleiner sind als auf dem restlichen Rumpf, so dass eine netzartige Zeichnung entsteht. Um die Kiemenöffnung herum liegt ein großer schwarzer Fleck. Der Bauch ist einfarbig gelblich.

## Lebensweise
Sie bevorzugen eine Wassertemperatur von 24–26 °C. Vorzugsweise ernährt sie sich von kleinen Fischen, Garnelen, Muscheln, Kraken, Garnelen und Langusten.